# Speldorf
Speldorf ist ein Stadtteil der kreisfreien nordrhein-westfälischen Stadt Mülheim an der Ruhr.

## Geschichte
Speldorf wird 1093 als Spelthorpe in einer Werdener Urkunde erstmals erwähnt. Der heutige Stadtteil gehörte im Spätmittelalter und in der Frühen Neuzeit zur Herrschaft Broich, nördliche Teile an der Ruhr zur Herrschaft Styrum. Damals wohnten hier überwiegend Bauern und wegen des großen Baumbestandes wurden auch Bretter für den Bau von Katen gesägt und Holzkohle verkohlt. Im 15. Jahrhundert hatte Speldorf 800 Einwohner.

## Lage
Der Stadtteil liegt am historischen Hellweg im Stadtbezirk Linksruhr. Er grenzt östlich und südlich an Broich, westlich an die Duisburger Stadtteile Neudorf und Duissern und im Norden, auf der anderen Seite der Ruhr an Styrum sowie den Oberhausener Stadtteil Alstaden. Beim Ruhrübergang nach Duisburg liegt mit 26,0 m über NHN die niedrigste Stelle des Mülheimer Stadtgebiets. Mit Duisburg und Mülheim besteht eine Verbindung durch die Straßenbahnlinie 901 der Duisburger Verkehrsgesellschaft, außerdem wird Speldorf von den Buslinien 122, 124 und 134 sowie den Nachtexpresslinien NE2 und NE9 der Ruhrbahn bedient.
| Linie | Verlauf | Takt (Mo–Fr) | Betreiber |
| ----- | --- | ------------ | --------- |
| 901   | DU-Obermarxloh – Marxloh Pollmann – Bruckhausen – Beeck – Laar – Scholtenhofstraße1 – Ruhrort Bf – Ruhrort Friedrichsplatz – Kaßlerfeld – Rathaus – König-Heinrich-Platz – Duisburg Hbf – Zoo/Uni2 – Mülheim-Raffelberg – Speldorf – Schloß Broich – MH-Stadtmitte – Mülheim Hbf Zur HVZ mit zusätzlicher Fahrt zwischen 1 und 2 jeweils 5 Minuten abweichend auf den Regeltakt | 15 min       |           |
| 125   | Oberhausen-Wehrstraße – Dümpten – Sellerbeckstraße – Eppinghofen – Mülheim Hbf – Mülheim Stadtmitte – Schloß Broich – Broich – Speldorf (– Peterstraße) – Südhafen – Ruhrorter Straße | 15 (30) min  | Ruhrbahn  |
| 134   | HafenCenter – Südhafen – Speldorf – Uhlenhorst – Saarn – Mintard Am Biestenkamp – Essen-Schloss Hugenpoet – Kettwig, Ringstraße – Kettwiger Markt | 60 min       | Ruhrbahn  |
| NE9   | Duisburg Hbf Osteingang – Zoo/Uni – Mülheim-Raffelberg – Speldorf – Schloß Broich – MH-Stadtmitte – Dieter-aus-dem-Siepen-Platz – Aktienstraße – Winkhausen – Essen Abzweig Aktienstraße | 60 min       | Ruhrbahn  |

Speldorf gilt als bevorzugte Wohnlage und ist überwiegend durch bürgerliche Ein- und Zweifamilienhäuser geprägt. Am südlichen Ortsrand befindet sich mit einem Teil des Villenviertels „Uhlenhorst“ eine der gehobensten Wohnlagen der Stadt in Speldorf.

## Politik
Speldorf liegt im Stadtbezirk Linksruhr und gehört somit zur Bezirksvertretung 3. Speldorf gilt, vor allem im Westen an der Stadtgrenze Duisburg und im Süden, als CDU-Hochburg, im Nordosten Speldorfs wird hingegen die SPD in der Regel stärkste Kraft. Im folgenden Diagramm ist das Speldorfer Ergebnis für den Mülheimer Stadtrat 2020 angegeben:

## Sehenswürdigkeiten
In Speldorf liegen der Rhein-Ruhr-Hafen, das Wasserkraftwerk Raffelberg, die Galopprennbahn des Mülheimer Rennvereins, das Theater an der Ruhr und das Solbad Raffelberg mit dem Raffelbergpark im Gut Raffelberg.
Auf Duisburg übergreifend liegt mit dem Broich-Speldorfer Wald und dem Duisburger Stadtwald ein etwa 30 km² großes zusammenhängendes Waldgebiet.

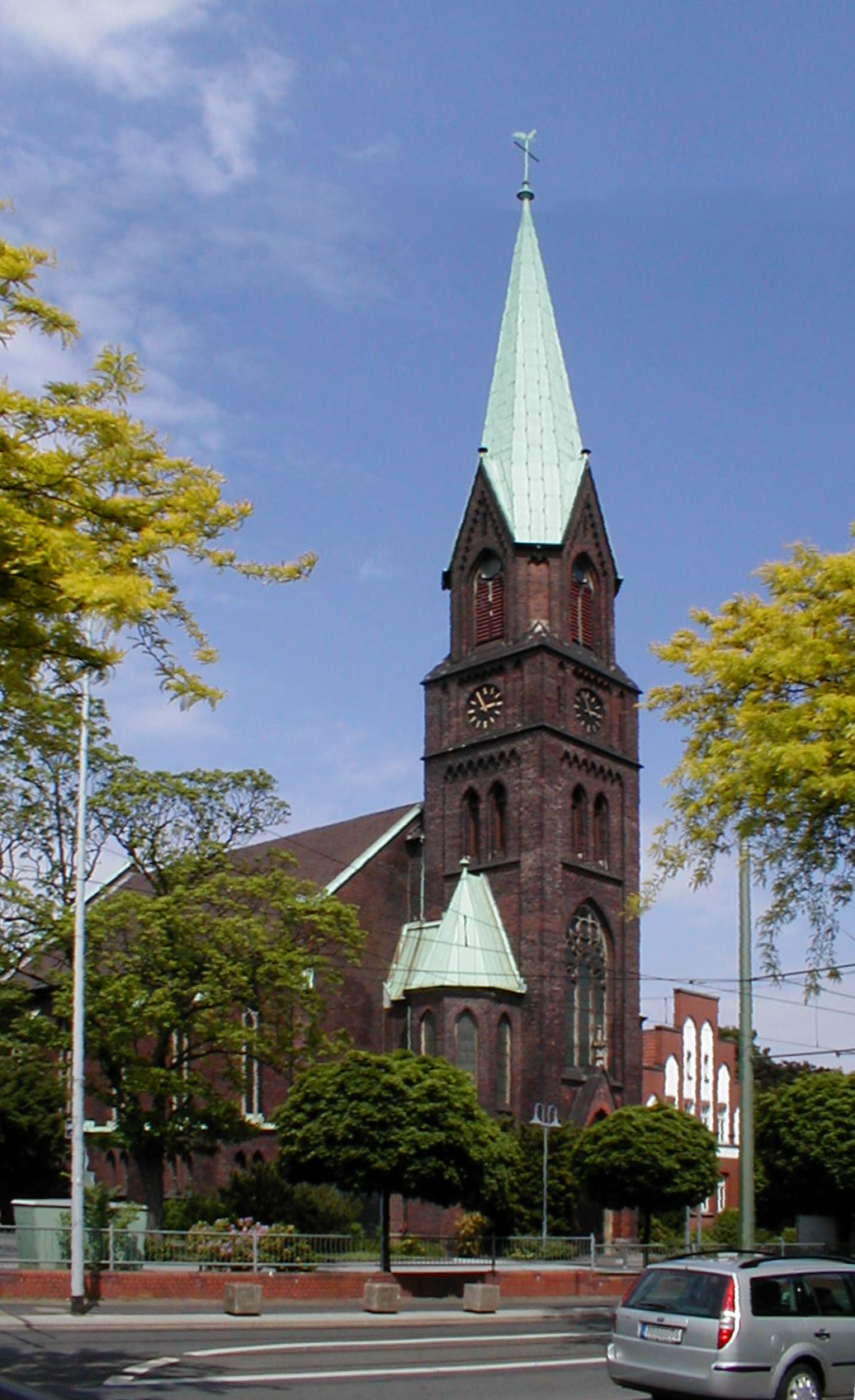
Evangelische Lutherkirche
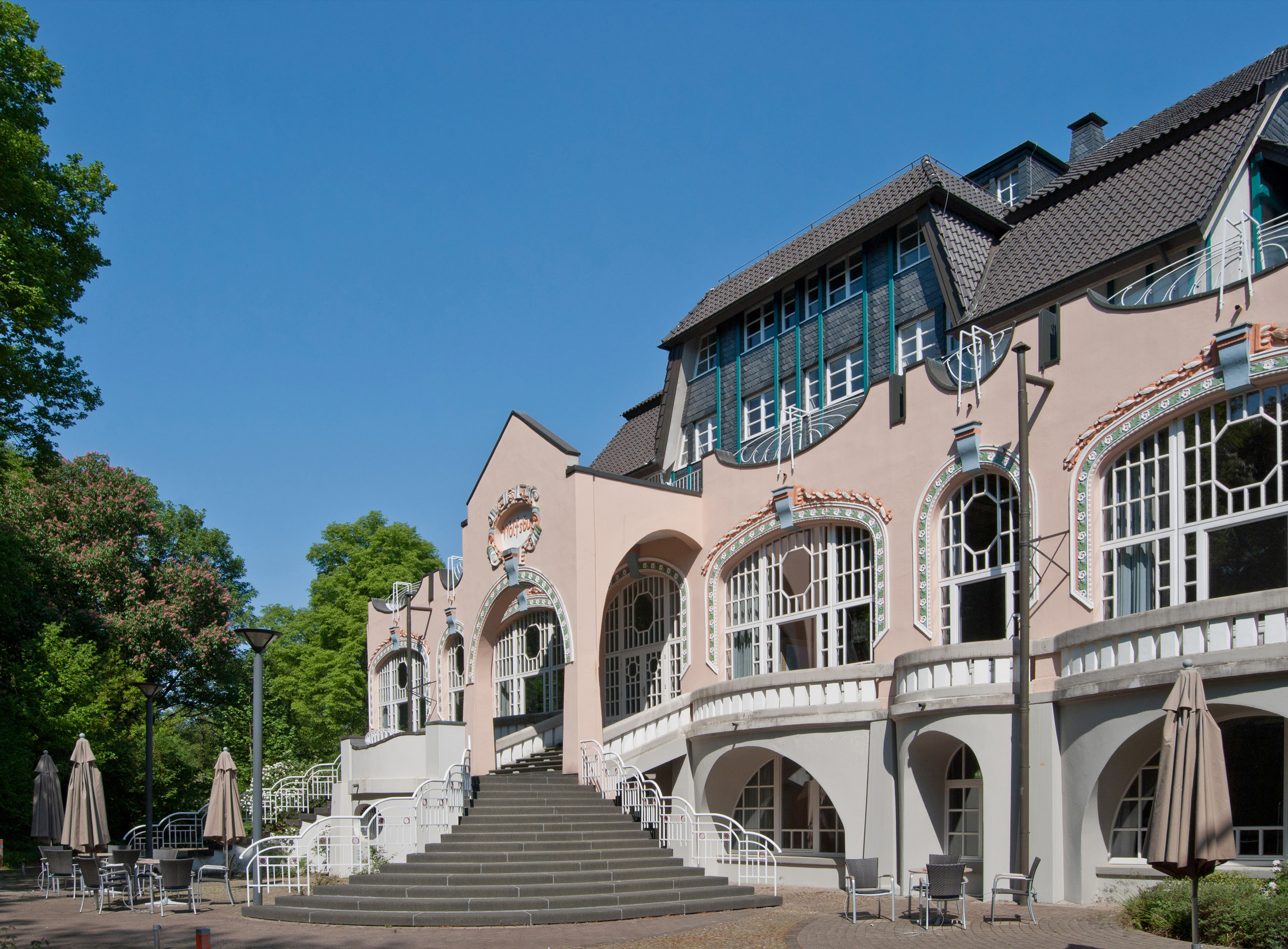
Jugendstilanlage der Wolfsburg
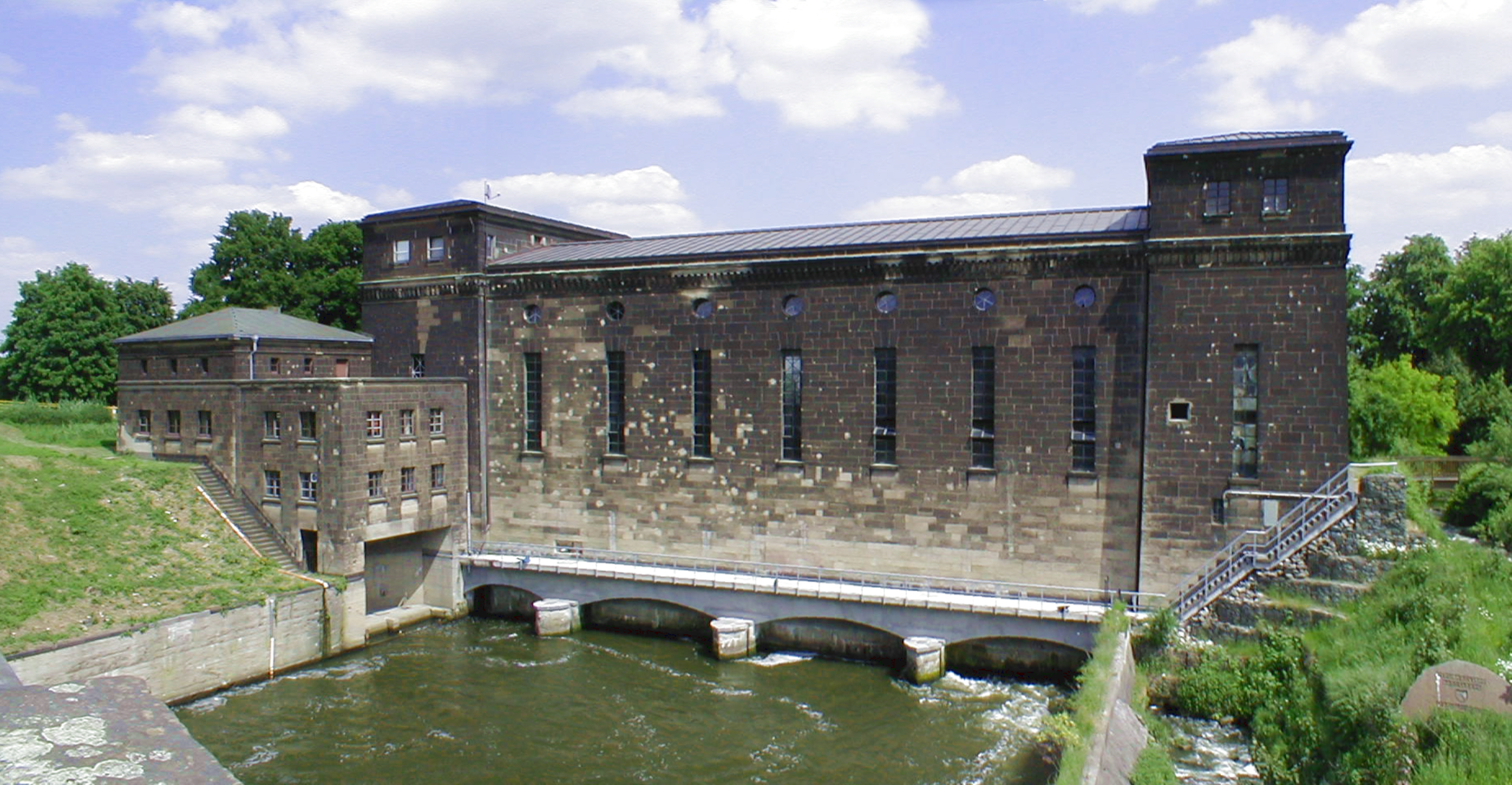
Wasserkraftwerk Raffelberg
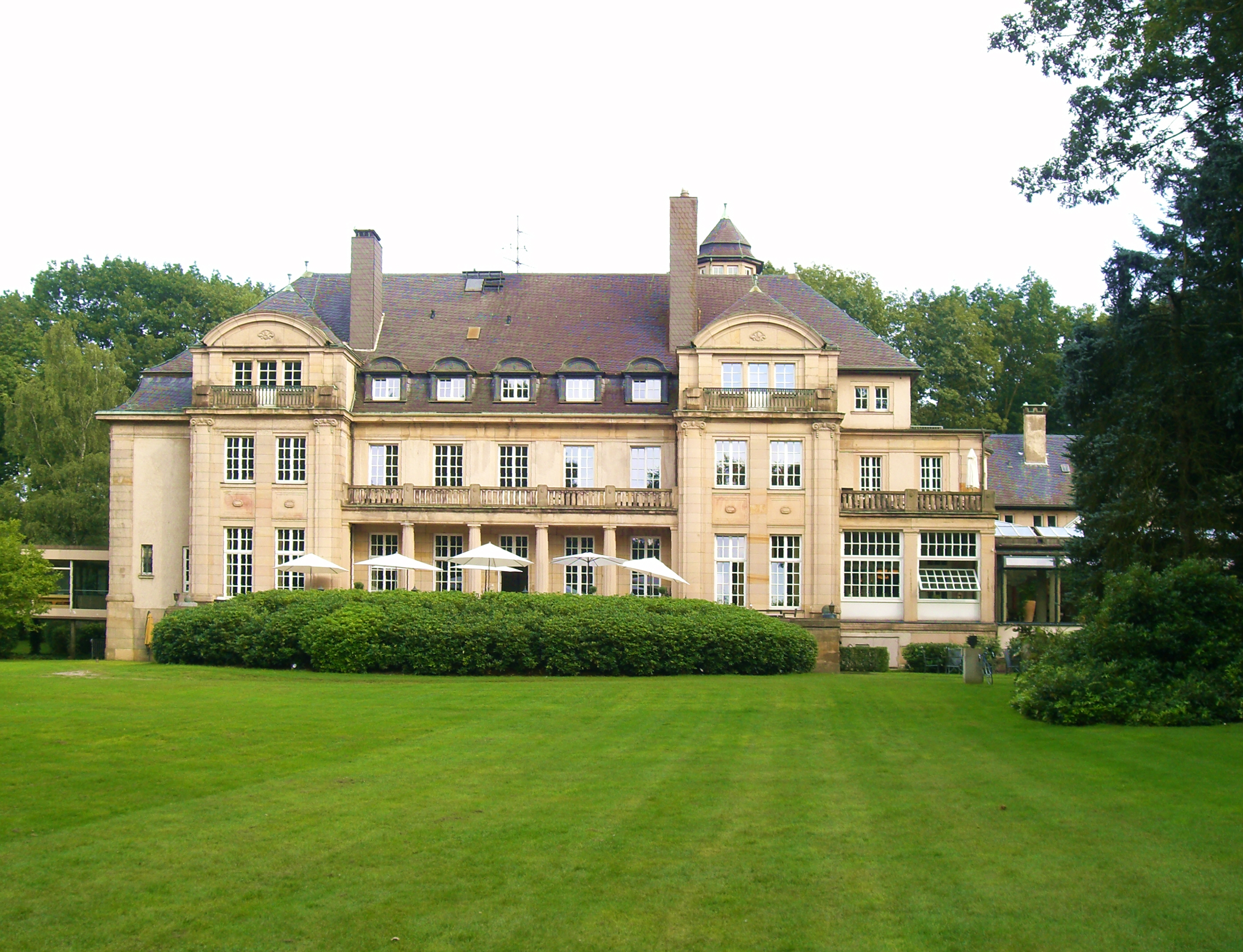
Haus Küchen

## Persönlichkeiten
- Der Chemiker Heinrich Tramm (* 1900 in Hannover), Sohn des Stadtdirektors Heinrich Tramm wohnte in Speldorf.[3]